# Kostel svatého Jiří (Kobylí)
Kostel svatého Jiří v Kobylí je novorománský kostel s gotickým presbytářem z 15. století. Kostel byl postaven v roce 1670 nákladem faráře St. Adaukta na místě původního kostela připomínaného již v roce 1269. Podle dochovaných zpráv byl tento původní kostel zničen nájezdy Uhrů a Švédů v letech 1630 až 1643.
Jde o jednolodní orientovanou stavbu s polygonálním závěrem kněžiště a obdélnou představenou předsíní.